# ONE DAY (UNISTの曲)
『ONE DAY』とは、2013年4月10日に発売されたUNISTの3枚目のシングル。

## 概要
UNISTのインディーズ時代からの代表曲で、2011年に発生した東日本大震災を受け、制作された「ONE DAY」を、サウンドプロデューサー・根岸孝旨を迎えて、春にふさわしい躍動感と瑞々しさをたずさえたポップチューンに生まれ変わり、3枚目のメジャーシングルとしてリリース。
楽曲のコンセプトとしては「精神的、肉体的に前向きなエナジー感」だということで、このコンセプトを表現できる人物として、今回のPVには格闘家・角田信朗がプロレスラー役として出演していて、角田自身「人生最大の感動を与えてくれた楽曲に人生最高のパフォーマンスで挑みました。この作品は僕のザ・ベストです！」とコメントした。また、メンバー3人も「角田さんに負けないように僕らも気合入れていきます」と刺激を受けた。

## 収録曲
1. ONE DAY
2. さくら春風
3. 13月のソラノシタ (acoustic version)

DVD
1. ONE DAY (Music Video)
2. off shot movie